# Panca Mukti (Bagan Sinembah)
Panca Mukti is een bestuurslaag in het regentschap Rokan Hilir van de provincie Riau, Indonesië. Panca Mukti telt 2103 inwoners (volkstelling 2010).